# Otto uomini di ferro
Otto uomini di ferro (Eight Iron Men) è un film statunitense del 1952 diretto da Edward Dmytryk.
È un film di guerra ambientato durante la seconda guerra mondiale nel contesto della campagna d'Italia (1943-1945) con protagonisti Bonar Colleano, Arthur Franz e Lee Marvin. È basato sul dramma teatrale del 1945 A Sound of Hunting di Harry Brown.

## Produzione
Il film, diretto da Edward Dmytryk su una sceneggiatura e su un soggetto di Harry Brown (autore del testo teatrale), fu prodotto da Stanley Kramer per la Stanley Kramer Productions.

## Distribuzione
Il film fu distribuito negli Stati Uniti dal dicembre del 1952 al cinema dalla Columbia Pictures.
Alcune delle uscite internazionali sono state:
- in Danimarca il 4 settembre 1953 (Én mand savnes)
- in Svezia il 22 settembre 1958 (8 farliga män)
- in Italia (Otto uomini di ferro)

## Critica
Secondo il Morandini il film "è del periodo migliore di Dmytryk, ricco di annotazioni acute e originali sulla psicologia dei personaggi senza nulla togliere all'azione".